# 北の誉酒造
北の誉酒造株式会社（きたのほまれしゅぞう）は、かつて存在した北海道の日本酒メーカー。清酒「北の誉」を製造していた。

## 沿革
- 1890年（明治23年）- 北海道小樽市に丸ヨ野口商店創業。
- 1944年（昭和19年）- 企業整備令により、札幌酒造株式会社、小樽合同酒造株式会社、旭川酒類工業株式会社の3社を設立。
- 1951年（昭和26年）- 越の華酒造株式会社を設立（2018年12月解散）。
- 1952年（昭和27年）
  - 札幌北の誉酒造株式会社に商号変更。
  - 北の誉酒造株式会社に商号変更。
  - 旭川北の誉酒造株式会社に商号変更。
- 1962年（昭和37年）- 北の誉酒造株式会社と香蘭酒造株式会社が合併し、北の誉香蘭株式会社となる。
- 1968年（昭和43年）- 北の誉香蘭株式会社を存続会社として札幌北の誉酒造株式会社および旭川北の誉酒造株式会社を合併し、北の誉酒造株式会社に社名変更。
- 2007年（平成19年）- オエノンホールディングスの傘下に入る。同時に越の華酒造を連結子会社化。
- 2016年（平成28年）1月1日- 合同酒精株式会社に吸収合併。小樽工場を廃止。[1]

吸収合併後、「北の誉」ブランドの日本酒製造は合同酒精が引き継いでおり、2024年現在もブランドは存続している。

## 生産拠点
- 小樽工場 - 北海道小樽市

## 商品
- 清酒
  - 北の誉（金ラベル）
  - 北の誉（銀ラベル）
  - 純米大吟醸 英姿 北の誉
  - 大吟醸 極大鳳 北の誉
  - 純米 吟心 北の誉
  - 純米 心白 北の誉
  - 生一本 北の誉
  - 本醸造 辛口 北の誉
  - 白ラベル 北の誉
  - 辛口 北の誉
  - 東川米
- 乙類焼酎
  - ぴりか伝説

## CM出演者
- 二谷英明
- 佃公彦
- 三浦雄一郎
- 安田顕（TEAM NACS）
- 戸次重幸（TEAM NACS）[2]

## 提供番組
- 大江戸捜査網（北海道文化放送）

## 関連会社
- 越の華酒造